# Gerhard Thiele
Gerhard Thiele, plným jménem Gerhard Paul Julius Thiele, (* 2. září 1953 Heidenheim-Brenz, Bádensko-Württembersko, Německo) byl od roku 1987 astronaut německé kosmické agentury DLR, roku 1998 přešel do oddílu astronautů ESA, který v letech 2005–2010 vedl. Zúčastnil se jednoho kosmického letu, mise STS-99 raketoplánu Endeavour roku 2000.

## Život

### Voják a fyzik
Narodil se v Heidenheim-Brenzu v Bádensku-Württembersku, za své domovské město však považuje Bonn. Po absolvování gymnázia (Friedrich Schiller Gymnasium v Ludwigsburgu) roku 1972 se na čtyři roky přihlásil do armády, sloužil jako zbraňový důstojník hlídkového člunu. Poté se vrátil do školy, přihlásil se na bakalářské studium fyziky na Univerzitě Ludwiga-Maxmiliana (Ludwig-Maximilians Universität) v Mnichově, které úspěšně dokončil roku 1978. Pokračoval ve stejném oboru na Univerzitě Ruprechta-Karla (Ruprecht-Karls-Universität) v Heidelbergu, kde roku 1982 získal titul magistra. Po dalším studiu na Institutu environmentální fyziky (Institut fur Umweltphysik) při Heildelberské univerzitě (Heidelberg Universität) se stal roku 1985 doktorem. V letech 1986–1987 byl na postdoktorandské stáži na Univerzitě v Princentonu (Princeton University). Soustředil se zejména na výzkum globální cirkulace vodních mas v oceánech a její vliv na klima.

### Astronaut
Roku 1986 se přihlásil do náboru Německého střediska pro letectví a kosmonautiku (DLR) pro let na oběžnou dráhu Země v americkém raketoplánu. Dostal se mezi pětici kandidátů 3. srpna 1987 vybraných mezi astronauty DLR. V letech 1988–1990 noví astronauti prošli všeobecnou přípravou v Německu. V letech 1991–1992 se přihlásil do druhého náboru astronautů ESA, dostal se mezi pět německých finalistů, ale do oddílu ESA vybrán nebyl. V srpnu 1990 čtyři němečtí astronauti odjeli do Johnsonova vesmírného střediska v Houstonu, kde se připravovali na misi STS-55. Kosmického letu se v dubnu 1993 zúčastnili Hans Schlegel a Ulrich Walter, Gerhardu Thielemu a Renate Brümmerové zůstala role náhradníků. Během letu působil ve funkci koordinátora spojení s posádkou v německém středisku řízení letu v Oberpfaffenhofen.

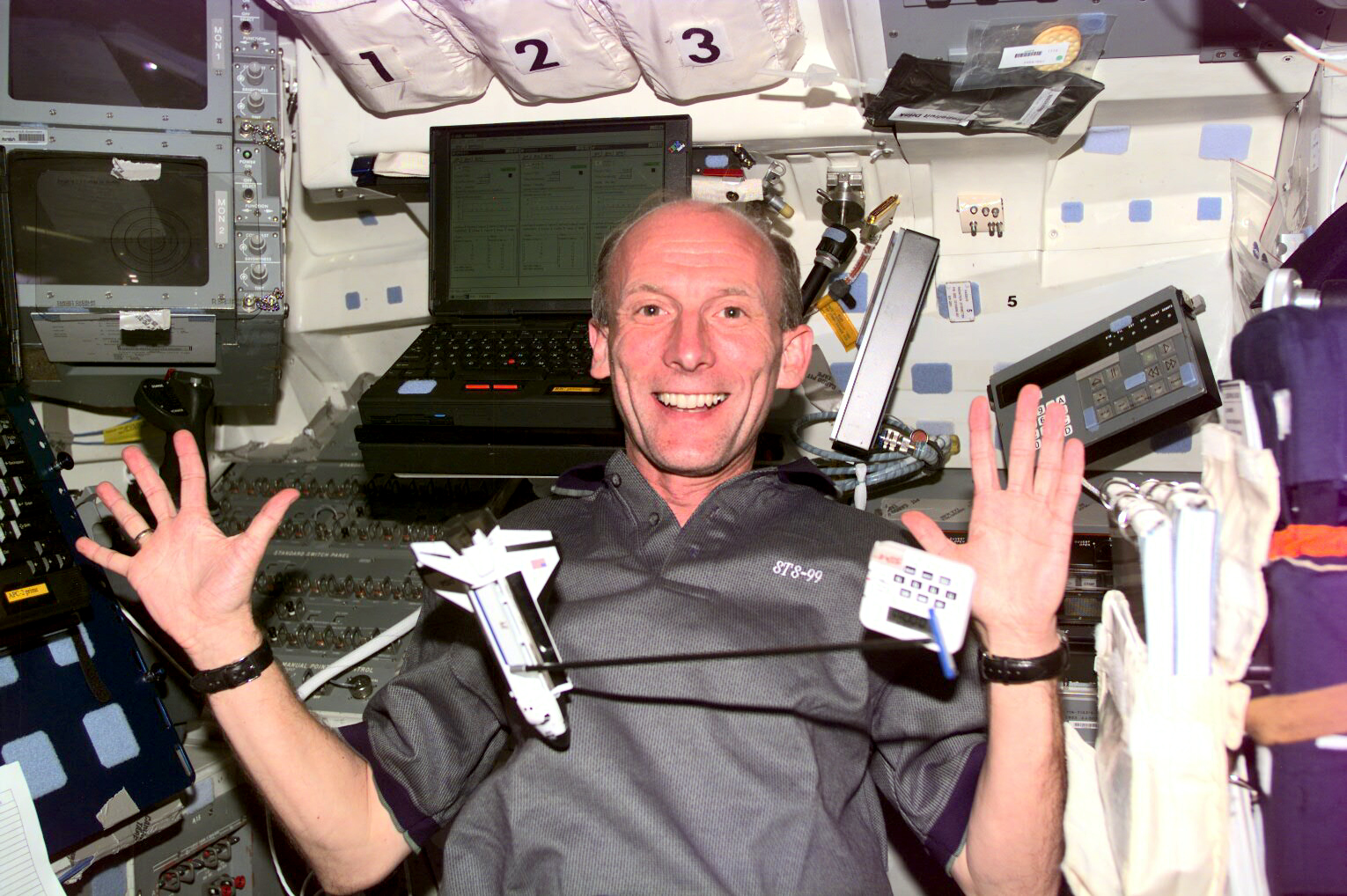
Gerhard Thiele na palubě Endeavouru při expedici STS-99

Od roku 1996 se v Houstonu připravoval na misi STS-99, do vesmíru ke svému prvnímu a poslednímu letu odstartoval v raketoplánu Endeavour 11. února, přistál 22. února 2000. Cílem letu bylo radarové mapování Země v programu Shuttle Radar Topography.  Po letu zůstal v Houstonu jako operátor spojení s posádkou (capcom), první Evropan v této funkci.
Už v srpnu 1998 přešel do oddílu astronautů ESA, v srpnu 2001 byl jmenován hlavou Jednotky kosmických operací a astronautů ESA (ESA astronauts and Operations Unit), v srpnu 2002 – dubnu 2003 byl i přechodně v čele oddílu astronautů ESA.
Od května 2003 do května 2004 žil ve Hvězdném městečku, kde ve Středisku přípravy kosmonautů pracoval ve funkci náhradníka André Kuiperse, člena 6. návštěvní expedice na Mezinárodní vesmírnou stanici. Kuipersův let proběhl v dubnu 2004.
V srpnu 2005 byl jmenován vedoucím oddílu astronautů ESA a byl vyřazen ze stavu aktivních astronautů. Funkci opustil v březnu 2010, od 1. dubna 2010 totiž přešel do Evropského institutu kosmické politiky (European Space Policy Institute) ve Vídni.
Je ženatý, má čtyři děti.